# Кола, Цирил
Ци́рил Ко́ла (в.-луж. Cyril Kola, 18 июля 1927 года, Радвор, Лужица, Германия) — лужицкий писатель, переводчик, драматург, литературный критик и публицист. Главный редактор серболужицкого культурно-политического и литературного журнала «Rozhlad».

## Биография
Родился 18 июля 1927 года в городе Радвор в крестьянской семье. С 1934 года по 1942 год обучался в народной школе. С 1942 года работал маляром в Будишине. С 1946 года по 1948 год трудился в Северной Чехии в Варнсдорфе. В 1948 году возвратился в Будишин, где Мерчин Новак-Нехорньский принял редактором новостей в серболужицкую газету «Nowa Doba» (сегодня — «Serbske Nowiny). В 1964 году был секретарём Будишинского отделения культурно-просветительской организации „Домовина“. В 1965—1966 годах был драматургом Государственного серболужицкого ансамбля народной культуры. С 1967 года был редакционным секретарём газеты „Nowa Doba“. В 1968 году закончил заочно студию культуры новостей университета имени Карла Маркса в Лейпциге. В 1968 году снял документальный фильм «Twoja, naša Domowina». С 1970 года по 1991 год был главным редактором общественно-политического и литературного серболужицкого журнала «Rozhlad». В 1991 году вышел на пенсию и работал внештатным автором. Публиковал свою публицистику в серболужицкой газете «Serbske Nowiny».

## Сочинения
Проза
- Róža (1963);
- Puće z daliny (1988).

Драматургия
Написал драмы «Kwas budźe» (1962), «Wopyt pola přiwuznych» (1972) и «Chěžka na wsy na předań» (1979).
Переводил на верхнелужицкий язык произведения различных авторов.

## Награды
- Литературная премия имения Якуба Чишинского (1962);
- Литературная премия «Домовины» (1973 и 1977);
- Орден «За заслуги перед Отечеством» (1974).